# Gấu túi mũi trần
Gấu túi mũi trần hay wombat (Danh pháp khoa học: Vombatidae) là một họ động vật có vú trong bộ Hai răng cửa. Họ này được Burnett miêu tả năm 1829.

## Phân loại
Có 3 loài còn sinh tồn trong họ này tất cả chúng đều sống ở Úc. Chúng được pháp luật Úc bảo vệ.
- Vombatus ursinus
- Lasiorhinus krefftii[2]
- Lasiorhinus latifrons

## Hình ảnh

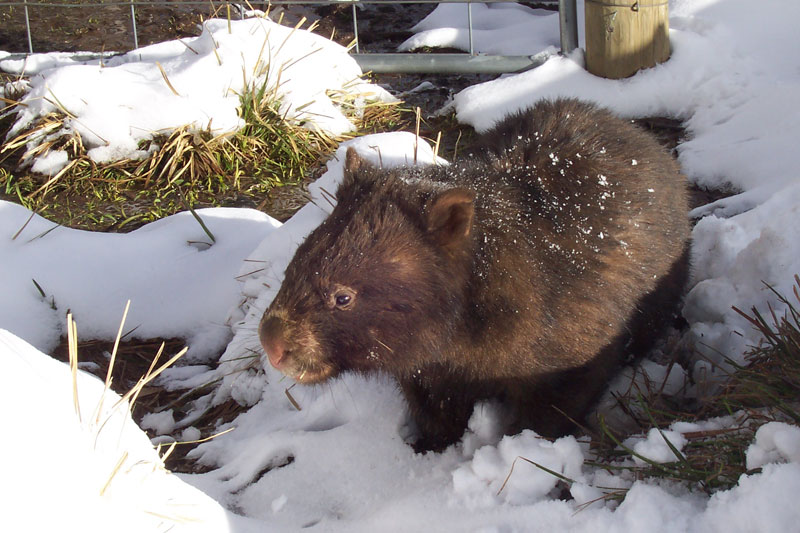
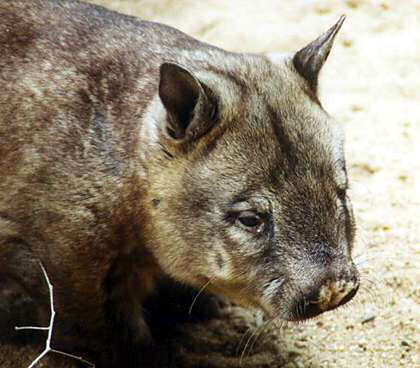
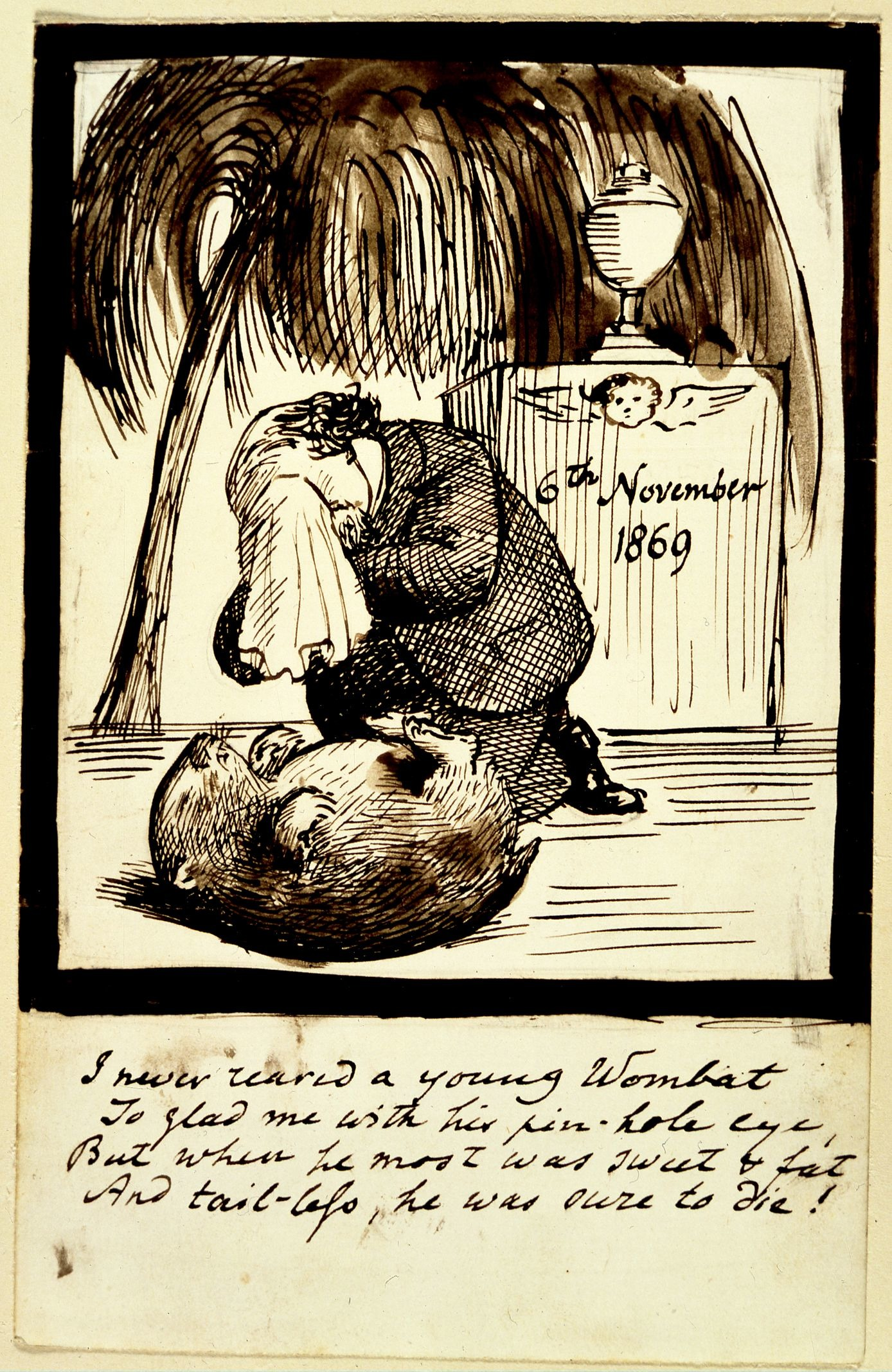
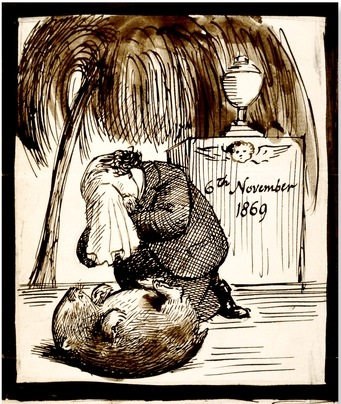